# Biplan
Et biplan er en todækker – en flyvemaskine med to sæt vinger placeret over hinanden.
I flyvningens barndom havde man problemer med at lave motorerne kraftige nok (og propellerne effektive nok) til flyets vægt, og man havde derfor brug for et større vingeareal for at sikre den nødvendige opdrift. Vingernes størrelse havde en øvre grænse med datidens teknikker og materialer, så valget faldt på at lave flere bæreplaner.
Biplanets over- og undervinger afstives med stræbere og barduner. Det er en stærk konstruktion, så vingerne kan bygges relativ lette, men den ydre afstivning giver en højere luftmodstand. 
Biplaner er mere manøvredygtige end monoplaner, så langt op i 1930'erne foretrak jagerpiloterne (især de italienske) biplansjagere.[kilde mangler]
Hvis overvingen er længere end undervingen, kaldes det et sesquiplan ((latin): halvandendækker). 
Der fandtes også triplaner med tre lag vinger.